# 東京農業大学応用生物科学部・大学院応用生物科学研究科
東京農業大学応用生物科学部（とうきょうのうぎょうだいがくおうようせいぶつかがくぶ、英称：Faculty of Applied Bioscience）は、東京農業大学の学部のひとつ。東京農業大学大学院応用生物科学研究科（とうきょうのうぎょうだいがくだいがくいんおうようせいぶつかがくけんきゅうか、英称：Graduate School of Applied Bioscience）は、同大学大学院の研究科。

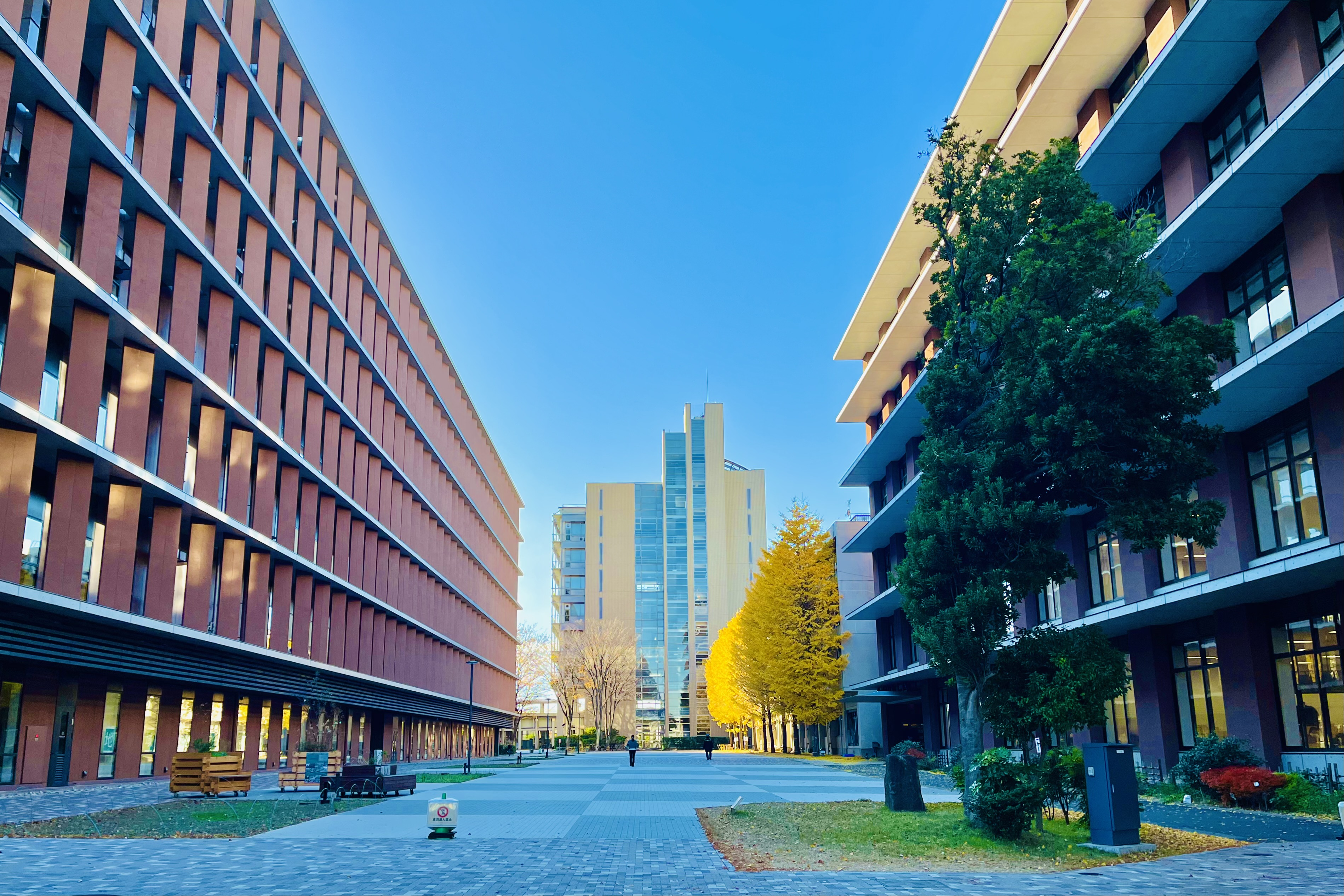
設置されている世田谷キャンパス

生物生産・生物資源利用から食料・健康・環境・エネルギーといった広域の農学分野の教育・研究を行う。

## 組織構成
学部
- 応用生物科学部
  - 農芸化学科
  - 醸造科学科
  - 食品安全健康学科
  - 栄養科学科

大学院（博士前期課程・後期課程）
- 応用生物科学研究科
  - 農芸化学専攻
  - 醸造科学専攻
  - 食品安全健康学専攻
  - 栄養科学専攻